# Haris Mehmedagić
Haris Mehmedagić (Zagabria, 29 marzo 1988) è un calciatore croato naturalizzato bosniaco, difensore del Ruggell.

## Carriera

### Club
Ha giocato nella massima serie dei campionati croato, ungherese e bosniaco.

### Nazionale
Ha giocato nelle nazionali giovanili croate Under-17, Under-18 ed Under-19 e nella nazionale bosniaca Under-21.